# WAPA-TV
El Canal 4 de San Juan, más conocido por su código de identificación WAPA-TV, es una estación de televisión abierta puertorriqueña, propiedad de WAPA Media Group, cuyo dueño es Hemisphere Media Group. Su sede se encuentra en la ciudad de Guaynabo. en la avenida Luis Vigoreaux, mientras que su señal se emite desde el Cerro La Santa en Cayey, cerca al Bosque Estatal de Carite.

## Historia
WAPA-TV comenzó inicialmente sus operaciones en un edificio situado en el sector Puerta de Tierra (San Juan, Puerto Rico). En la actualidad sus estudios se encuentran en Guaynabo. Las siglas WAPA son una abreviación de los dueños originales de la emisora: la Asociación de Productores de Azúcar. José Ramón Quiñónez (dueño de WAPA Radio) solicitó a la FCC la licencia para transmitir por el canal 4 el 19 de abril de 1952 y ésta le fue concedida el 15 de marzo de 1954. Para ese entonces, el canal ya estaba emitiendo en señal de prueba (la cual había comenzado el 25 de febrero). El 1 de mayo de 1954, WAPA-TV inauguró oficialmente su programación, que transmitía con 10 mil vatios de potencia provenientes de una antena que construyeron en lo alto de la estación en Puerta de Tierra, San Juan.
WAPA inicialmente estaba afiliada a las cadenas estadounidenses ABC, NBC, DuMont y a la cubana CMQ ya que entre sus accionistas figuraba Goar Mestre, dueño de la famosa televisora cubana. Gracias a esas afiliaciones los puertorriqueños tenían acceso a peleas estelares de Boxeo, juegos de Grandes Ligas y la Serie Mundial junto con series y películas tanto de México como de Hollywood. En 1962 WAPA fue adquirida por Screen Gems, filial de Columbia Pictures. Los productores puertorriqueños Tommy Muñiz y Luis Vigoreaux junto a la llegada de Gaspar Pumarejo, inyectaron de éxitos al canal 4.
WAPA fue la primera estación televisiva en Puerto Rico en transmitir programación a color, inaugurando el servicio en 1966. Durante los 70 y 80 el canal llegó a ser popular por su mascota animada quien fue icono del canal: Un gato que tocaba los bongós conocido como "El gato de WAPA". Dicho gato es un icono de la televisión puertorriqueña. Aparte de tocar los bongós, el gato fue mostrado en diferentes situaciones en varios clips promocionales.
En 1975 Columbia Pictures decide desprenderse de sus estaciones de televisión y vende a WAPA por $15 millones a la Western Broadcasting Company. En los 80 WAPA se vio afectada por procesos de compra y venta que inestabilizaron el canal. Luego de varios cambios de propietarios norteamericanos a lo largo de un periodo de 25 años, WAPA fue comprado en octubre de 1986 por Pegasus Inc. en $144 millones. La General Electric financió las operaciones y la compra de programación de WAPA-TV, por un total de $154 millones, y adquirió la propiedad completa de esta estación. Al salir del caos causado por varios cambios sucesivos de dueño, programación y administración, WAPA-TV se concentró en producciones locales tales como programas de entretenimiento, los cuales también se vislumbra que pudieran hacerse llegar al público hispano en Estados Unidos.
Durante los 80 y principios de los 90, el canal tuvo éxito al mezclar series estadounidenses dobladas al español junto con comedias de producción local como Cuqui, Cara o Cruz, Entrando por la Cocina, Carmelo y Punto y Barrio Cuatro Calles. Aun así, estaba detrás de WKAQ-TV (Telemundo) como el canal más visto de Puerto Rico.
Para 1997, bajo la dirección de Miguel Banojian, un ex-ejecutivo de Univision, WAPA-TV logró los mayores índices de audiencia en su historia. Durante el mandato del Sr. Banojian, el canal estaba produciendo más programación local junto con el aumento de eventos deportivos. En 1998 WAPA-TV adoptó oficialmente el nombre de Televicentro de Puerto Rico. (Desde mediados de los 70, el canal 4 se llama Televicentro de Puerto Rico, pero siempre se le ha conocido como WAPA). La compañía LIN Broadcasting compró WAPA en ese año. LIN apoyó a Televicentro con recursos como la compra de un radar doppler en 2001 para el Departamento de Noticias "SuperDoppler" y un helicóptero para noticias en 2004 llamado el "SuperCóptero" que colocaron al noticiero Noticentro como el primer noticiero de Puerto Rico. En septiembre de 2004, WAPA se convierte en la primera superestación en Puerto Rico y la sexta en Estados Unidos al lanzar WAPA América en conjunto con DIRECTV a todo Estados Unidos. El éxito fue inmediato e inesperado por la gerencia del canal que pronto vio inundada sus oficinas por cartas y correos electrónicos que agradecían tener la señal de WAPA en sus hogares.
En octubre de 2006 se anuncia que InterMedia Partners compraba a WAPA por $130 millones. Es creada una División Interactiva con el lanzamiento de su nueva página en Internet y el lanzamiento de WAPA Móvil, servicio por el cual se hace accesible la programación del canal vía teléfonos celulares. WAPA es nuevamente pionera en servicios digitales al transmitir su programación en las tres pantallas: televisión, computadoras y celulares. El 12 de junio de 2009, WAPA apagó definitivamente su transmisor análogo, iniciando transmisiones en HD.
El 23 de enero de 2013, InterMedia Partners anunció que fusionaría WAPA y CineLatino con Azteca Acquisition Corporation para formar Hemisphere Media Group, con el 73% de la nueva compañía en poder de InterMedia.

## Televisión digital terrestre
El canal 4 de Guaynabo cesó sus emisiones analógicas en el canal 4 de la banda VHF el 12 de junio de 2009, fecha oficial del apagón analógico en los Estados Unidos para estaciones de alta potencia por mandato federal. La señal de la estación en la TDT se mantuvo transmitiendo en el canal 27 de la UHF Mediante el uso del PSIP, la emisora emplea el canal virtual 4 para su identificación en los decodificadores de TDT.
| Canal | Video | Pantalla | Nombre  | Programación                      |
| ----- | ----- | -------- | ------- | --------------------------------- |
| 4.1   | 1080i | 16:9     | WAPA-HD | Programación Principal de WAPA-TV |
| 4.2   | 720p  | 16:9     | WAPA2HD | WAPA Deportes                     |
| 4.3   | 720p  | 16:9     | WAPA3   | WAPA 3                            |

| Canal | Video | Pantalla | Nombre  | Programación                                  |
| ----- | ----- | -------- | ------- | --------------------------------------------- |
| 2.11  | 720p  | 16:9     | WKAQ-DT | Telemundo PR                                  |
| 2.21  | 480i  | 16:9     | WKAQ.2  | Transmisión Simultanea del WKAQ-DT2 / Punto 2 |
| 4.1   | 720p  | 16:9     | WTIN-HD | WAPA TV                                       |
| 4.2   | 720p  | 16:9     | WTIN-D2 | WAPA Deportes                                 |
| 4.3   | 480i  | 16:9     | WTIN-D3 | WAPA 3                                        |

| Canal | Video | Pantalla | Nombre  | Programación                                  |
| ----- | ----- | -------- | ------- | --------------------------------------------- |
| 2.12  | 720p  | 16:9     | WKAQ-DT | Telemundo PR                                  |
| 2.22  | 480i  | 16:9     | WKAQ.2  | Transmisión Simultanea del WKAQ-DT2 / Punto 2 |
| 4.1   | 720p  | 16:9     | WNJX-DT | WAPA TV                                       |
| 4.2   | 720p  | 16:9     | WNJX-D2 | WAPA Deportes                                 |
| 4.3   | 480i  | 16:9     | WNJX-D3 | WAPA 3                                        |